# Нађечед
Нађечед (мађ. Nagyecsed) је град у жупанији Саболч-Сатмар-Берег, у региону Северне Велике равнице у источној Мађарској.

## Географија
Покрива површину од 4.387 km2 (1.694 sq mi) и има популацију од 6.056 становника (2021).
Град је подељен на два дела, подељена је реком Красна. Раније је лежао северозападно од мочваре Ечед (Ecsedi-láp), која је била највећа суседна мочвара Велике мађарске низије. Као део операција контроле воде које је спровео Тибор Карољем, овај предео је исушено крајем деветнаестог века, а тако обновљено земљиште претворено је у пољопривредно земљиште.

## Историја
Старо име града било је Ечед, али је временом преименован у Нађечед, што значи „велики” или „велики Ечед” да би се разликовао од старог назива. Област је имала блиске везе са кадетском граном породице Батори. Ержебет Батори, мађарска грофица, је одрасла у сада порушеном замку у граду. Њено главно пребивалиште, а касније и затвор, био је дворац Чејте, Горња Мађарска, сада у Словачкој, али је сахрањена у породичној крипти у Ечеду.
Градски дворац је срушен у осамнаестом веку након устанака Куруца.

## Становништво
Године 2001. 84% градског становништва се изјаснило као Мађари, 16% Роми.
Током пописа из 2011. године, 91% становника се изјаснило као Мађари, а 20,1% као Роми (8,8% се није изјаснило. Због двојног идентитета, укупан број може бити већи од 100%). Верска дистрибуција је била следећа: римокатолици 5,1%, реформисани 58,6%, гркокатолици 6,4%, неденоминациони 14,2% (13,6% није се изјаснило).